# CK Лисички
CK Лисички (CK Vulpeculae, CK Vul), также известная как Nova Vulpeculae 1670 — самая старая надёжно задокументированная новая звезда. Она состоит из компактного центрального объекта, окружённого биполярной туманностью.
Модели предполагают, что CK Лисички не может быть классической новой; скорее она может быть классифицирована как яркая красная новая, которая является результатом столкновения и слияния двух звёзд главной последовательности. Исследование, проведенное в 2018 году, показало, что, скорее всего, речь идёт о необычном столкновении белого и коричневого карлика, которые слились между 1670 и 1672 годами.

## История открытия

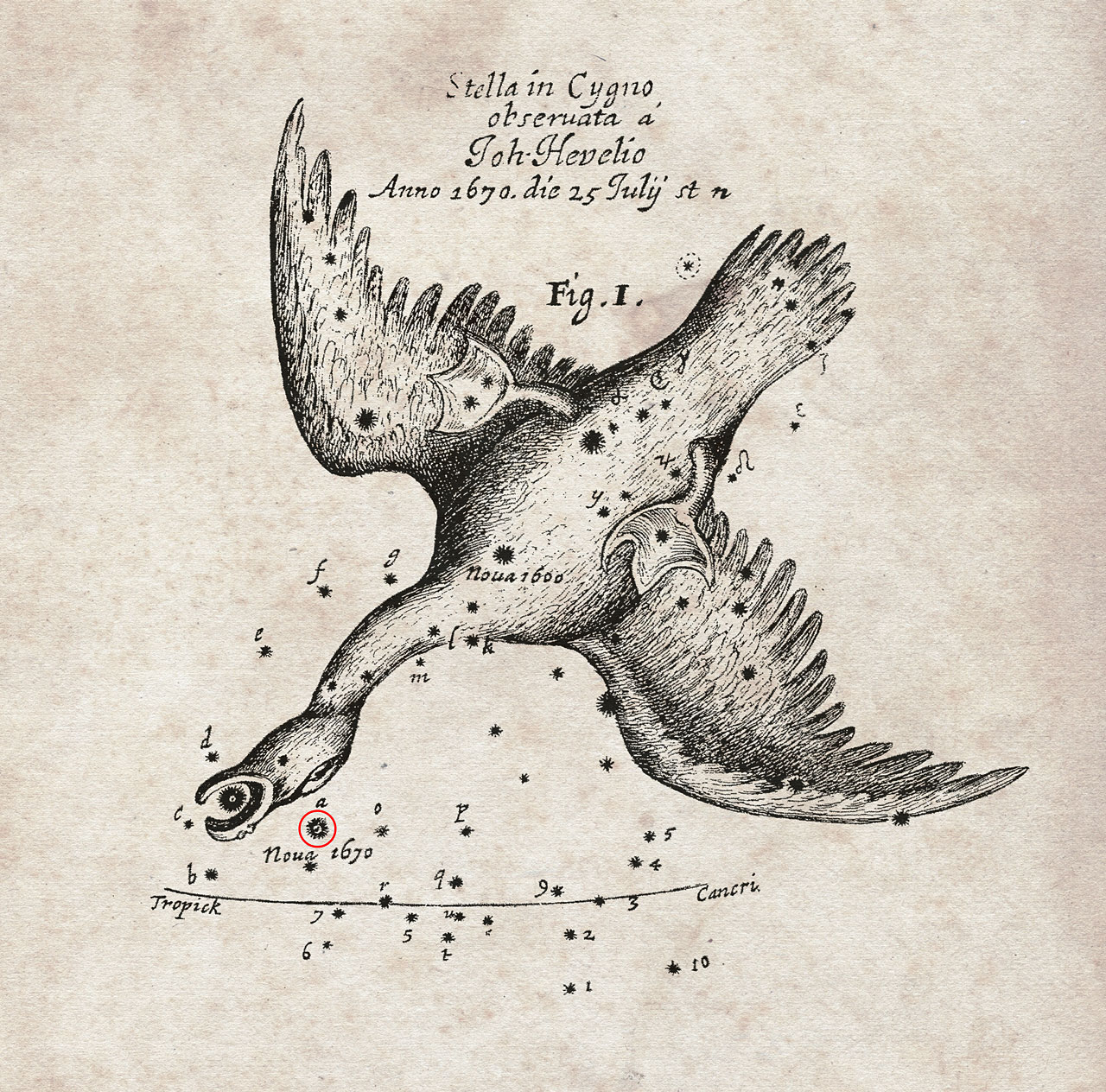
Положение новой CK Лисички в 1670 вблизи Альбирео

CK Лисички была обнаружена 20 июня 1670 года Антельмом Вотюретом и независимо от него 25 июля Яном Гевелием. Максимального блеска — приблизительно 3-й величины — она достигла при открытии, после чего исчезла. В марте 1671 года был отмечен второй максимум около 2,6m, после чего Ян Гевелий и Джованни Кассини наблюдали её в течение весны и лета, пока звезда была видна невооружённым взглядом и не исчезла в конце августа 1671. Последний слабо видимый максимум яркости приблизительно от 5,5m до 6m был отмечен Гевелием в марте 1672 года, и звезда окончательно исчезла из виду в конце мая.
Это была первая новая, для которой имеются многочисленные и надёжные наблюдения. Следующей новой, которая наблюдалась на таком же хорошем уровне, была Новая Змееносца 1841.

## Название

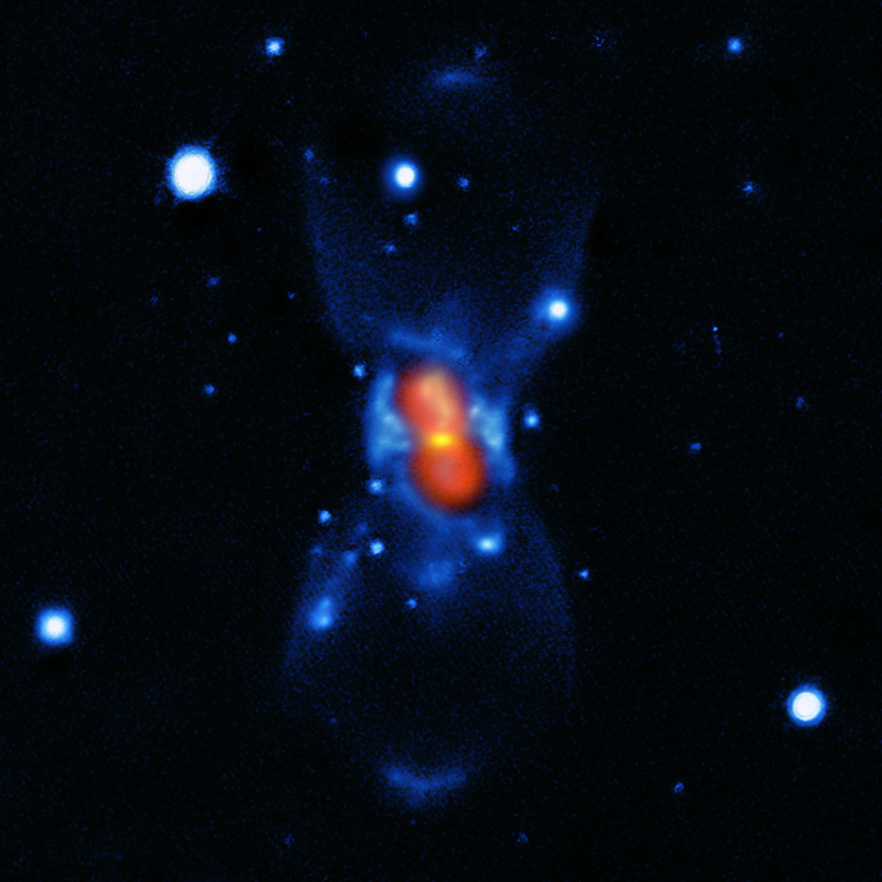
Видимый свет выделен синим, субмиллиметровое излучение выделено зелёным цветом, а молекулярная эмиссия — красным

Джон Флемстид, который в течение нескольких лет создавал свой каталог, дал этой звезде номер 11 Лисички, а Фрэнсис Бейли позднее указывал её как одну из «потерянных звёзд Флемстида», так как её не могли обнаружить на протяжении последующих нескольких столетий.
В 1981 году точечный источник вблизи центра небольшой туманности был идентифицирован как CK Лисички с оценкой видимой величины в красной области спектра 20,7m. Более поздние наблюдения ставят под сомнение эту идентификацию, и теперь он известен как фоновый объект. Считается, что этот объект и звезда всё-таки видны, хотя плотная туманность, связанная с CK Лисички, заставляет их резко менять яркость.
CK Лисички теперь состоит из компактного центрального объекта с газовыми струями, выходящими из него со скоростью примерно 210 км/с в биполярную туманность. Туманность, занимающая на небе область в 15" и наблюдаемая в 1980-х годах, лежит в центре 70" биполярной туманности. Компактный радиоисточник находится в центре этой туманности и инфракрасного точечного источника, но он не был обнаружен на оптических длинах волн. Ионизация туманности и её радиоизлучение указывают на то, что центральный источник все ещё очень горячий и относительно светлый. Этот источник лежит либо внутри облака холодной (~ 15 K) пыли, либо в облаке перед ней (если смотреть с Земли). Молекулярный газ в окрестностях источника богат азотом по отношению к кислороду.

## Расстояние
Расстояние до CK Лисички не может быть точно определено. Предположения о его максимально возможной яркости и положении за пределами известной туманности дают расстояние 550±150 пк. Измерения расширения туманности, которые, как предполагается, были получены в 1670 году, дают расстояние 700±150 пк. Существуют газовые облака на расстоянии 500 пк и 2 Кпк, но в спектре CK Лисички обнаружено только вещество первого, что существенно ограничивает возможное расстояние.

## Свойства

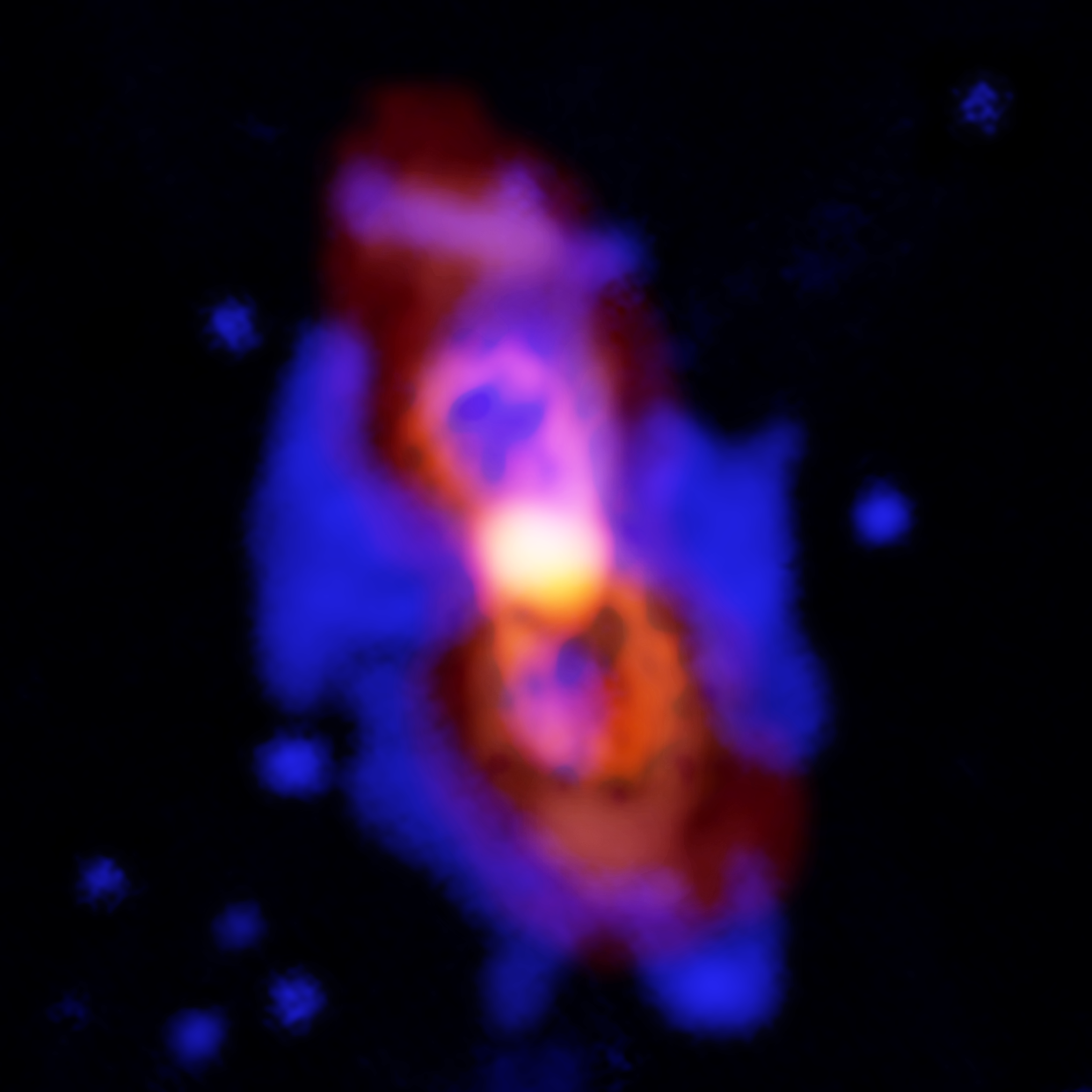
Радиоактивные молекулы светятся в остатках звёздного столкновения

Светимость центрального объекта, оценённая по инфракрасной пыли, составляет около 0,9 {\displaystyle L_{\bigodot }}. Светимость, необходимая для возбуждения наблюдаемой туманности, рассчитывалась при 3 {\displaystyle L_{\bigodot }} от объекта при 60 000 K. Яркость CK Лисички во время вспышки оценивают в как минимум 24 000 {\displaystyle L_{\bigodot }}. Известные ионные эмиссионные линии в спектре и неопознанные полосы поглощения в инфракрасном диапазоне указывают на температуру между 14 000 K и 100 000 K.
Астрономы, использующие большой миллиметровый массив Атакама (ALMA) и радиотелескопы Northern Extended Millimeter Array (NOEMA) для изучения CK Лисички, нашли первые убедительные доказательства наличия радиоактивного мусора вне Солнечной системы. Рассматриваемая молекула состоит из радиоактивного изотопа алюминия-26, связанного с атомами фтора.

## Природа вспышек

CK Лисички. Снимок получен ALMA
Credit: ALMA (ESO/NAOJ/NRAO)/S. P. S. Eyres

Были предложены многие объяснения природы вспышек: яркая красная новая, термальные пульсации на асимптотической ветви гигантов или диффузионно-индуцированная новая, но есть проблемы со всеми этими объяснениями. Анализ структур и изотопных остатков в оставшейся туманности с использованием радиотелескопа ALMA в 2018 году заставил исследователей предположить, что новая и связанная с ней туманность были вызваны необычным слиянием белого карлика и коричневого карлика.